# Szczytniki (powiat poznański)
Szczytniki – wieś w Polsce, położona w województwie wielkopolskim, w powiecie poznańskim, w gminie Kórnik, w dolinie Michałówki, przy drodze powiatowej nr 548 z Gądek do Czapur.
W latach 1975–1998 wieś należała administracyjnie do województwa poznańskiego.

## Historia
Pierwszy raz wieś w dokumentach pojawiła się w 1386 roku, jako szlachecka. Właścicielami wsi byli Szczytniccy (m.in. Jan). Po wielokrotnych zmianach właścicieli wieś weszła w skład majątku kórnickiego.

## Czas obecny
Obecnie Szczytniki są obszarem intensywnego osadnictwa. Znajduje się tutaj również kompleks działek letniskowych.